# Aksana Miankova
Aksana Miankova (Krychaw, 28 de março de 1982) é uma atleta bielorrussa, especialista no lançamento do martelo.
Participante de campeonatos internacionais desde 2002, sem grandes conquistas, seu grande feito esportivo foi a conquista da medalha de ouro desta prova nos Jogos Olímpicos de Pequim, em 2008, com um lançamento de 76,34 m. Sua melhor marca é de 77,32 m, conseguida em Minsk, 2008, melhor daquele ano. e quinta melhor do mundo.
No entanto Miankova perdeu o seu título olímpico e teve anulados os seus resultados. A desclassificação resulta da reanálise das amostras empreendida pelo COI no verão de 2015.
Devido à maternidade, não competiu em 2010.